# Trisuloides trigonoleuca
Trisuloides trigonoleuca är en fjärilsart som beskrevs av Louis Beethoven Prout 1922. Trisuloides trigonoleuca ingår i släktet Trisuloides och familjen Pantheidae. Inga underarter finns listade i Catalogue of Life.